# Jalla Dansa Sawa
Jalla Dansa Sawa är en låt av den svensk-iranske rapparen Behrang Miri som deltog i Melodifestivalen 2013. Låten är skriven av Anderz Wrethov, Firas Razak Tuma, Tacfarinas Yamoun och Miri själv och innehåller pop. Jalla Dansa Sawa placerade sig som högst på fjärde plats på Sverigetopplistan. Den har uppnått platinumnivå med över 16.000.000 streams bara på Spotify. Den här låten var inspirerad av låten "C'est la Vie" producerad av RedOne och sjungs av Khaled, 2012.

## Listplaceringar.
| Lista (2013) | Topplacering |
| ------------ | ------------ |
| Sverige      | 4            |

### Fotnoter
1. ↑  ”Jalla Dansa Sawa”. Hitparad. http://hitparad.se/showitem.asp?interpret=Behrang+Miri&titel=Jalla+dansa+Sawa&cat=s. Läst 25 april 2013.